# Chiesa di San Giovanni Battista (Grazzanise)
La Chiesa di San Giovanni Battista è una chiesa di Grazzanise e principale luogo di culto cattolico del Comune.
Colloquialmente chiamata "chiesa madre" o chiesa 'ranne (chiesa grande), fa parte dell'Arcidiocesi di Capua - forania del Basso Volturno. È sede parrocchiale e regge la locale chiesa della Madonna di Montevergine.

## Storia
Sull'anno di costruzione non si hanno notizie certe, ma è ricordata espressamente nel 1173, come attesta Michele Monaco nel Sanctuarium Capuanum, in una bolla diretta all'arcivescovo di Capua Alfano, da Papa Alessandro III.
Un cultore di storia locale e parroco della parrocchia stessa, don Carlo Raimondo, azzarda che, con tutta probabilità, essa sia stata edificata tra il VI e IX secolo d.c.. Di certo fu ricostruita dalle fondamenta nel 1730. In un breve regesto si legge che nel 1737 fu eretto il campanile.

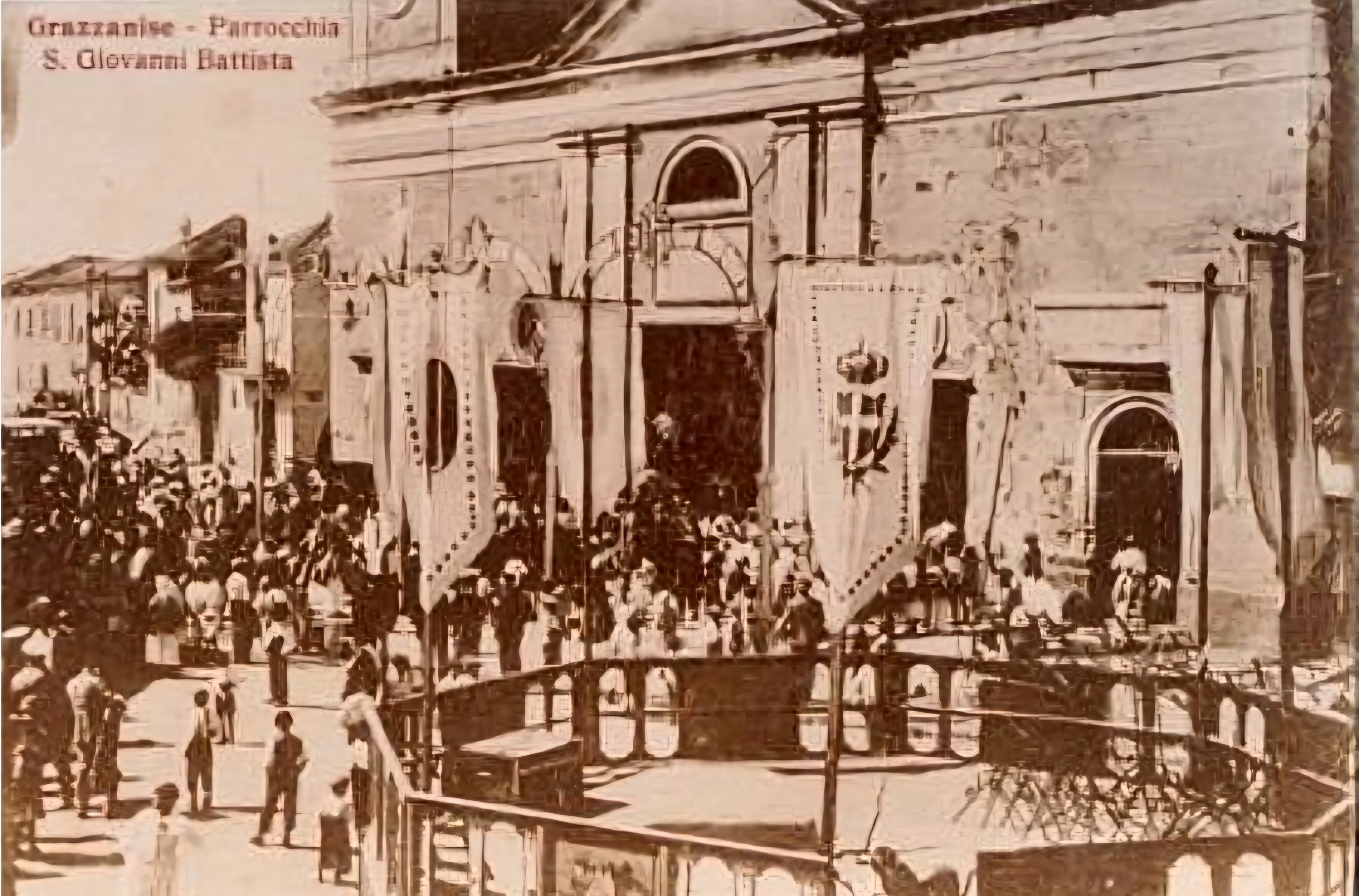
Festa di san Giovanni Battista - anni '30

Fu chiesa ricettizia dai tempi di Carlo III di Borbone fino alla soppressione di questa tipologia di chiese, avvenuta nel 1867.
Dopo due cicloni nel 1903 e nel 1905 e, soprattutto, dopo il terremoto del 1931, la chiesa era ridotta in condizioni pessime. La tettoia era pericolante, la terrazza a settentrione con le mura sottostanti marcita; in completo sfacelo il soffitto della navata di mezzo, l’intonaco, i capitelli corinzi, i cornicioni, il pavimento e la tribuna dell’organo. Il parroco don Carlo Raimondo, nel principio del novembre 1932, intraprese i lavori di restauro.

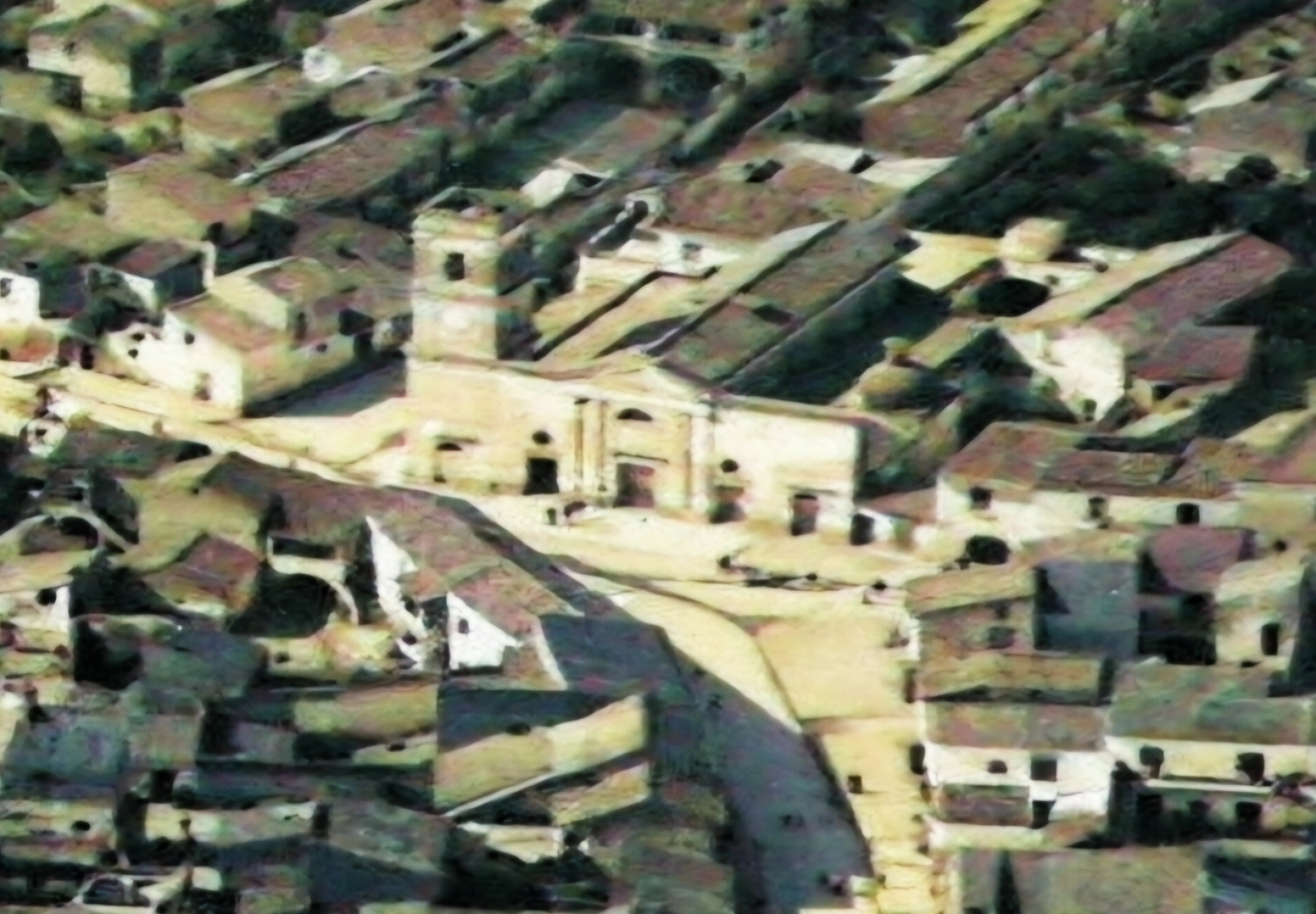
Veduta aerea della chiesa di s. Giovanni - anni '30

Fu consacrata il 20 agosto 1936 da mons. Salvatore Baccarini, Arcivescovo di Capua, dopo i lavori di restauro voluti da don Carlo Raimondo.
Un crollo di alcuni locali laterali, del campanile e parte della facciata è avvenuto a seguito del bombardamento del 1943: la ricostruzione è avvenuta seguendo i motivi e gli spartiti della facciata precedente.

## Descrizione

### Facciata esterna
Essendo stata ricostruita dalle fondamenta nel 1730, la chiesa ha lo stile di quell’epoca di transizione, barocco - neoclassico. Essa si presenta ancora maestosa nonostante i numerosi recenti rifacimenti che ne hanno modificato lo spartito della facciata, rivestita di travertino nel 1984. L’ampio corpo centrale è segmentato da otto paraste scanalate che poggiano su un alto basamento e sono dotate di capitelli corinzi.

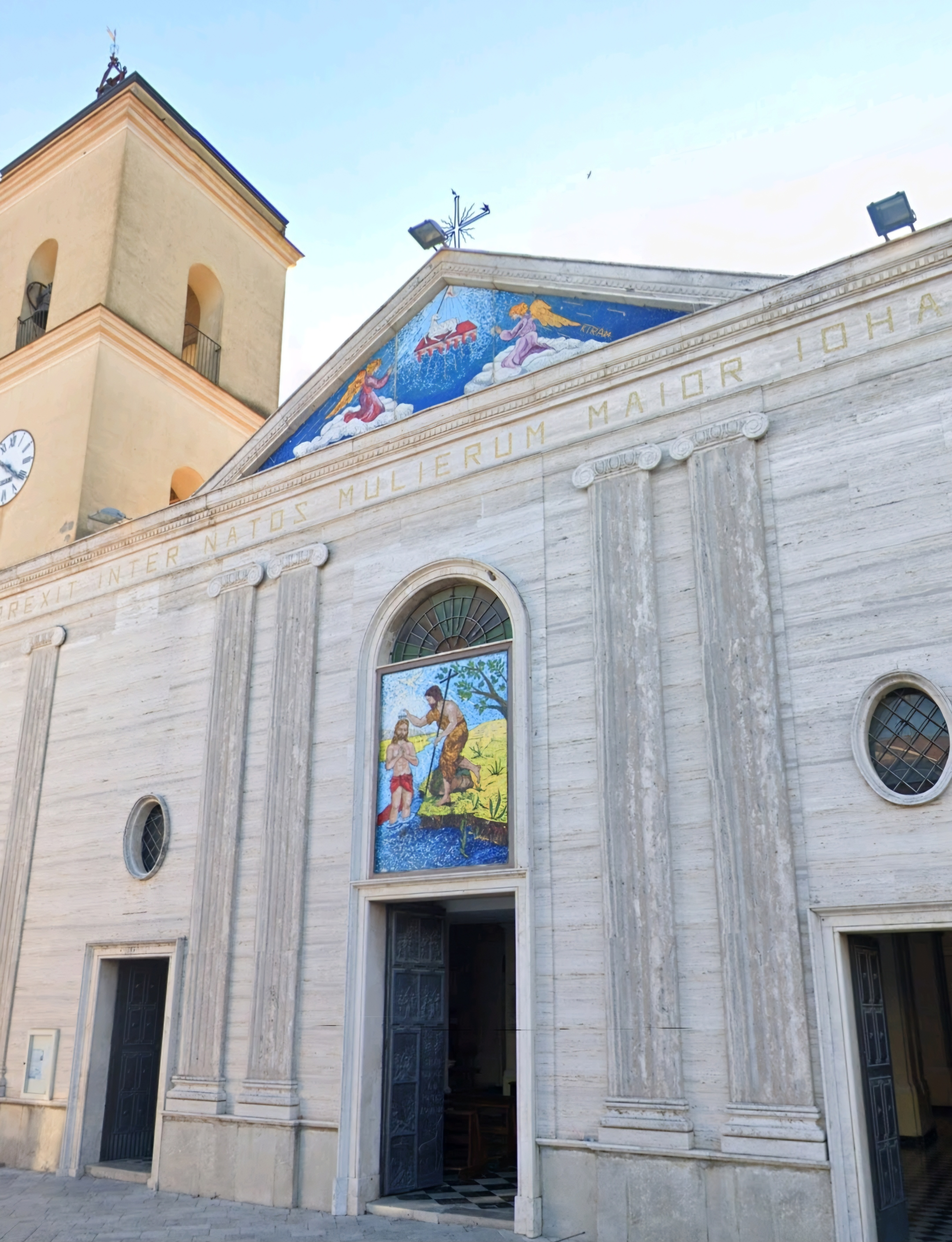
Facciata marmorea con i mosaici di Kira

Quattro portali si aprono sul prospetto: tre hanno la stessa struttura architettonica e sono in corrispondenza delle navate interne; successivamente è stato aggiunto un quarto ingresso in seguito all’ampliamento della fabbrica.
Il portale centrale, di più ampie proporzioni, è in bronzo a due batacchi; sulle sue porte sono incise le stazioni della Via Crucis. Lo sovrasta un mosaico raffigurante il battesimo di Gesù nel fiume Giordano, posizionato sopra l'architrave.
A coronamento della facciata c’è il cornicione che contiene la scritta: “NON SURREXIT INTER NATOS MULIERUM MAIOR IOHANNE BAPTISTA”. Al di sopra c’è un timpano contenente un mosaico che rappresenta l'Agnus Dei.

### Interno

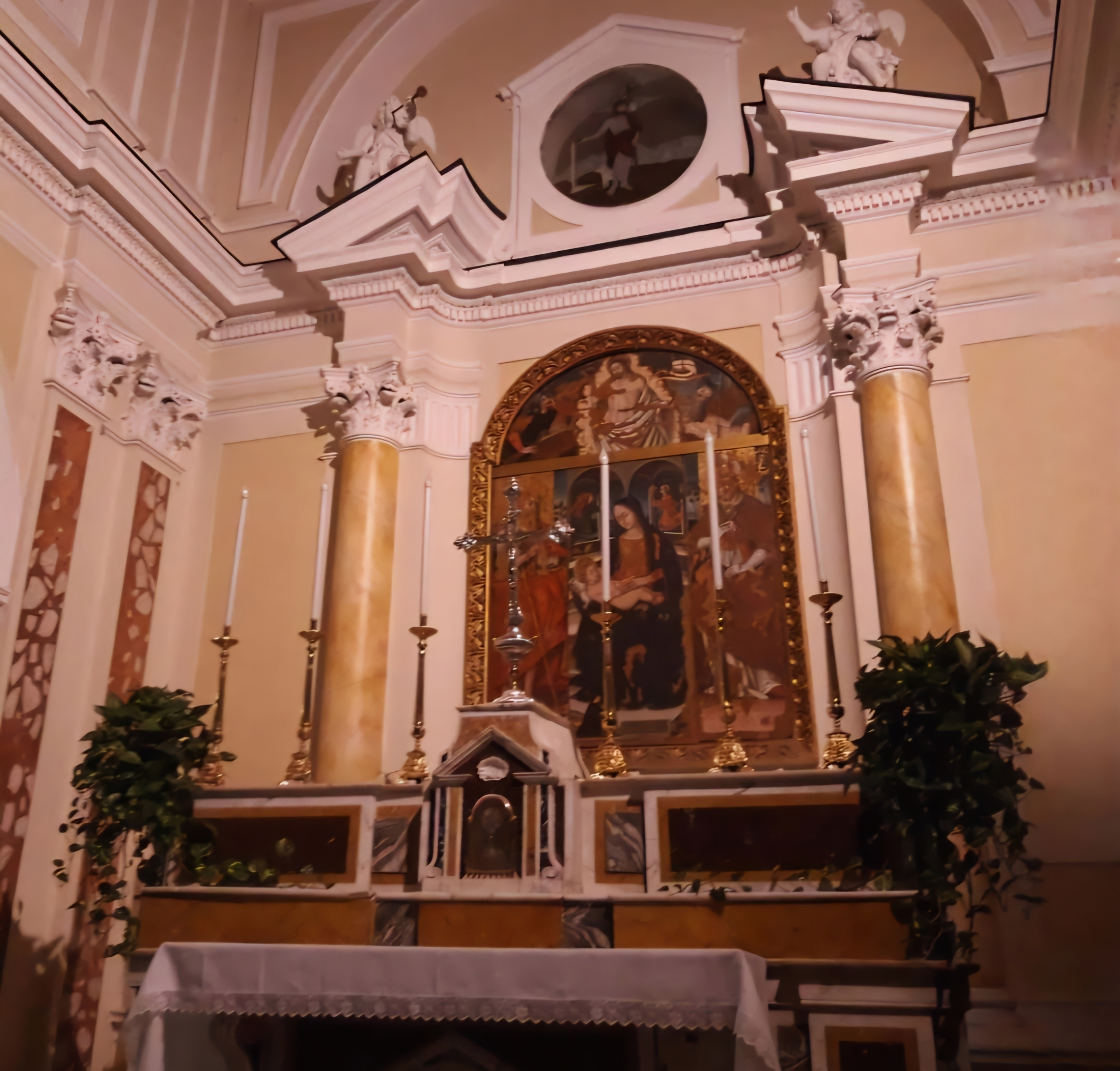
Altare maggiore e polittico del XVI secolo

L’interno è caratterizzato da tre navate scandite da due file di colonne; le colonne, con capitelli corinzi, a loro volta sostengono degli archi a tutto sesto sui quali corre un'unica trabeazione caratterizzata da una successione di architrave e cornice preceduta da una consistente sottocornice a dentelli.
Nella fascia superiore alla trabeazione sono collocate le finestre rettangolari con telaio in metallo che illuminano l'interno, caratterizzato da una composta alternanza del colore bianco degli elementi architettonici in rilievo e il giallo della parete.
Addossato direttamente ad una colonna c’è il pulpito, di forma quadrata, in legno modanato, verniciato, datato 1890. Ha baldacchino a tettoia decorato con bordo frastagliato.
La navata centrale ha ampiezza doppia rispetto a quelle laterali, sulle quali si affacciano le cappelle, in tutto sei. Una scala in ferro a chiocciola porta alla cantoria su cui c’è un organo a canne in legno modanato e metallo, dei primi del '900.

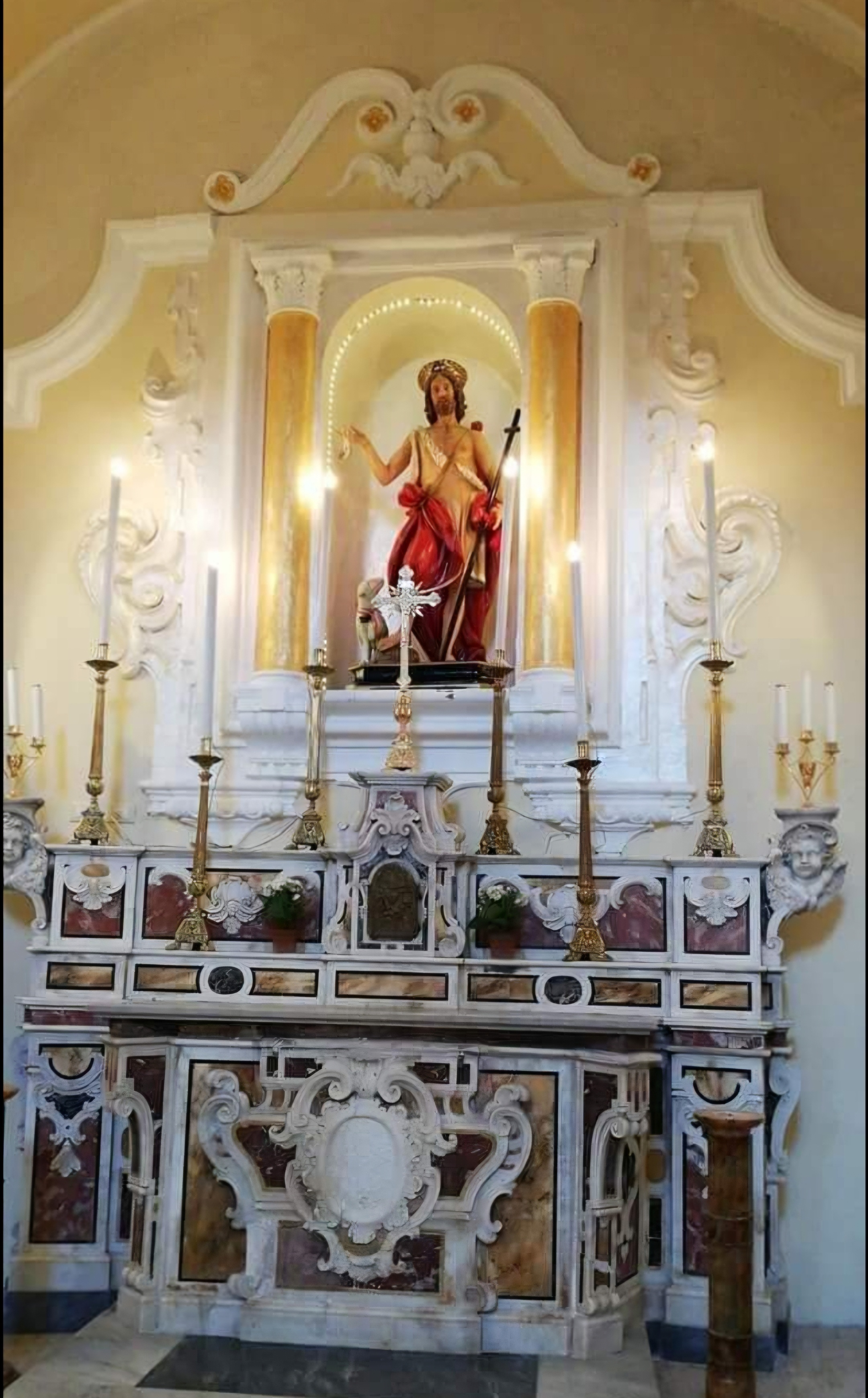
Altare e statua di san Giovanni Battista - sec. XVIII

Tra le tante opere pregevoli, la chiesa ha nell’abside dell’altare maggiore un polittico a tempera su tavola di legno del 1525 che rappresenta la Madonna della Consolazione con san Giovanni Battista e san Biagio ai lati e sopra il Redentore. È sovrastato da una coppia di angeli in stucco modellato e dipinto del 1750.
Sotto la volta della navata centrale vi sono tre affreschi: la "Cena in Emmaus", "San Giovanni che predica sulle rive del Giordano" - entrambi del figurista Raffaele Iodice da Giugliano (1932) - e "San Carlo Borromeo che guarisce un appestato", realizzato invece da Giuseppe Lanna.
La coppia di acquasantiere del 1800, poste all’ingresso, fatte di pregiato marmo bianco, hanno il basamento incassato nell’attuale pavimentazione. Caratteristico è il particolare di un frammento della più antica muratura della chiesa conservato, quale memoria storica, sul muro di destra entrando. Pregevole è l’altare in marmo policromo, intarsiato e scolpito, datato 1791.
Vi sono 19 statue devozionali, tra cui la settecentesca statua del Battista; alcune sono in cartapesta modellata e altre in legno scolpito. In chiesa, inoltre, sono custodite tre reliquie, appartenenti a san Giovanni, san Giuseppe e santa Massimiliana Bona.